# Stagecoach Theatre Arts
Stagecoach Theatre Arts é uma escola profissional de teatro privada. Opera em países como Austrália, Canadá, Alemanha, Gibraltar, Irlanda, Malta, Espanha, Reino Unido e Estados Unidos. São oferecidas aulas de canto, dança e atuação.